# Anna de Waal
Pour les articles homonymes, voir De Waal (homonymie).
Anna de Waal est une géographe et femme politique néerlandaise née à Culemborg le 25 novembre 1906 et morte à Arnhem le 21 mars 1981,. Elle est secrétaire d'État à l'Éducation, aux Arts et à la Science de 1953 à 1957, faisant d'elle la première femme à siéger au gouvernement dans l'histoire du pays.

## Biographie
Anna de Waal est la fille de Jacobus Wilhelmus de Waal, pharmacien, et Geertje Sterkenburg.
Elle grandit dans une famille de pharmaciens non religieux. Après l'école primaire publique, ses parents l'envoient passer son secondaire dans un établissement chrétien. Elle passe ses examens en 1924, mais ses parents la considèrent trop jeune pour poursuivre ses études. En 1926, elle a vingt ans et s'inscrit à l'université d'Utrecht pour étudier la géographie humaine. Elle est diplômée en 26 mars 1932 avec mention cum laude.
Après avoir enseigné la géographie à Nimègue pendant un an, elle est envoyée aux Indes orientales néerlandaises enseigner à Bandung puis à Surabaya.
Après la mort de son frère, puis encore plus en Indonésie, elle cherche un sens à sa vie. Après avoir étudié le théosophisme, le bouddhisme, l'islam, la science chrétienne, le protestantisme et le spiritisme, elle se convertit au catholicisme. Elle est baptisée en 1935 à Bandung et ajoute Maria à son nom.
En 1939, elle rentre aux Pays-Bas pour des congés. Au début de la Seconde Guerre mondiale, comme d'autres travailleurs d'Indonésie en congés, elle est otage en représailles des prisonniers allemands des Indes orientales néerlandaises. Elle est envoyée six mois dans le camp de concentration de Ravensbrück, les prisonnières indonésiennes étant cependant mieux traitées que les autres prisonnières. Elle soutient ensuite une thèse en géographie le 28 mai 1943. 
Après la guerre, elle devient assistante de recherche en géographie à l'université d'Utrecht.

## Politique
Elle rejoint la Roomsch Katholiek Vrouwendispuut, organisation catholique œuvrant pour une place plus importante des femmes dans la société. Elle devient membre du conseil d'administration en 1951.
En 1951, elle est la représentante féminine des Pays-Bas à l'ONU et se rend à l'Assemblée générale des Nations unies pour prononcer un discours.
Anne de Waal s'engage en politique et est conseillère communale à Utrecht de 1949 à 1953 et, à partir de 1952, députée du KVP à la Seconde Chambre. En 1953, elle est nommée secrétaire d'État à l'Éducation auprès du ministre Jo Cals dans les cabinets Drees II et Drees III. Elle est la première femme nommée à ce poste. Sa prestation de serment a lieu en même temps que l'inondation de 1953 en Zélande et en Hollande-Méridionale, elle attire par conséquent peu l'attention. Trois ans et demi plus tard, Marga Klompé, qui maîtrise mieux le jeu politique, attirera plus l'attention.
Elle est chargée de l'enseignement secondaire et de l'enseignement professionnel. Elle a posé certaines lois pionnières dans l'éducation secondaires, dont la loi Mammouth (nl).

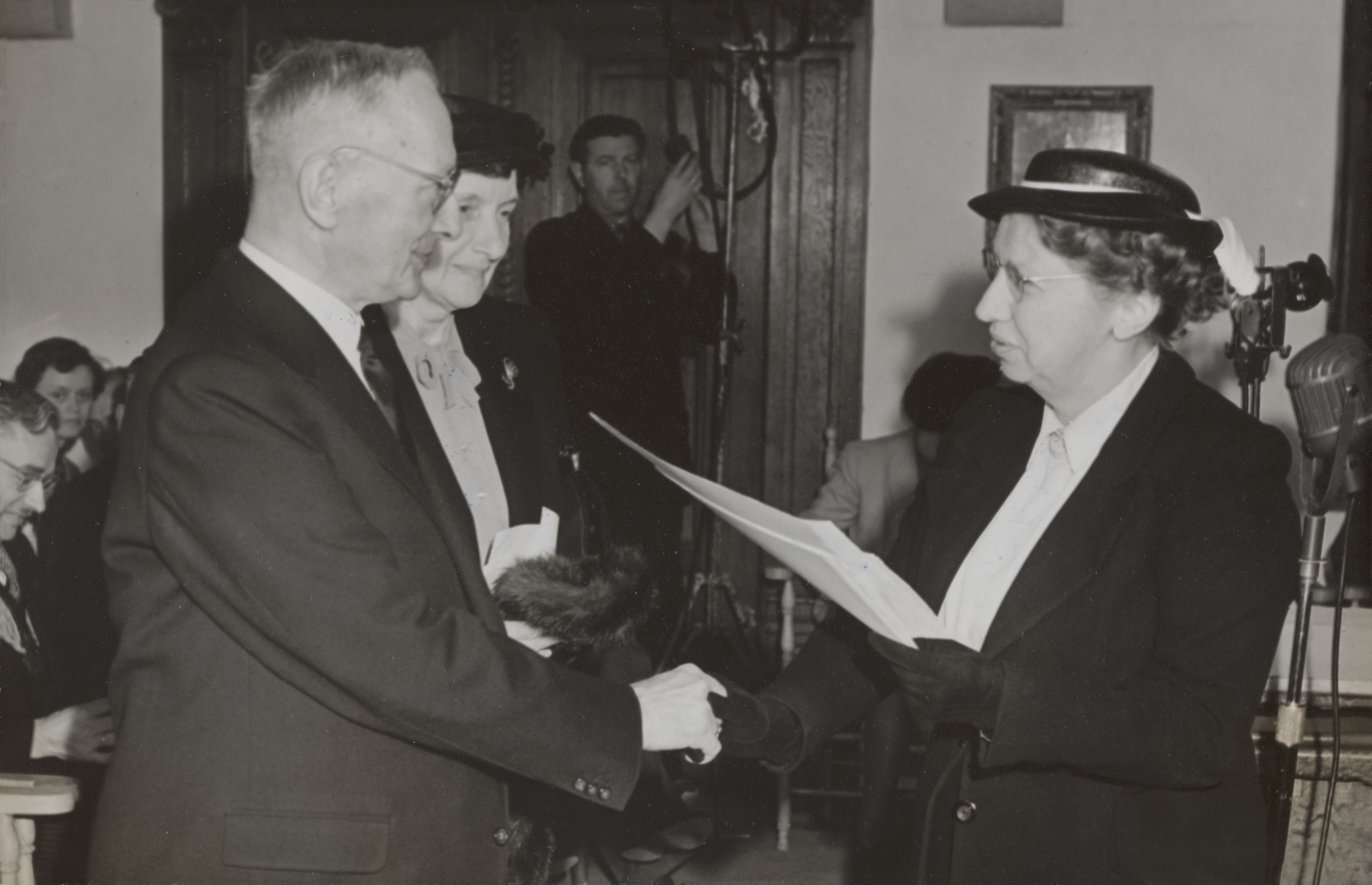
Anna de Waal remettant le prix P.C. Hooft à Ferdinand Bordewijk, en 1954.

En 1954, elle décerne le prix P.C. Hooft à l'écrivain Ferdinand Bordewijk. De 1958 à 1962, elle est membre des États provinciaux d'Utrecht. 
En 1960, lors d'un entretien avec le cardinal Bernardus Johannes Alfrink, elle demande une plus grande place des femmes dans l'Église catholique. Elle cherche à influencer en ce sens lors du concile Vatican II. Elle est peu soutenue par les autres mouvements de femmes catholiques. Plus tard, elle s'éloigne de la doctrine de l'Église et demande l'accès des femmes au sacerdoce ministériel. Elle a joué un rôle important pour l'émancipation des femmes dans le « pilier » catholique de la société néerlandaise.
En 1962, elle quitte le KVP à cause de sa position sur la Nouvelle-Guinée. Elle se rapproche du PSP en raison de son soutien au tiers-monde et de son opposition à la guerre du Viêt Nam.
Elle meurt à l'âge de 74 ans et est enterrée au cimetière Leeuwerenk à Wageningue.